# Kostel svatého Michala (Bechyně)
Kostel svatého Michaela v Bechyni vznikl jako hřbitovní kostel ve 2. polovině 17. století. Je jednou z nejstarších raně barokních sakrálních staveb v českých zemích. Od roku 1958 je chráněn jako kulturní památka České republiky.

## Historie
Kostel dal v letech 1667–1670 vybudovat Jan Norbert ze Šternberka. Autorem architektonického řešení je pravděpodobně Antonio de Alfieri, Ital žijící v blízkém Týně nad Vltavou.

## Popis

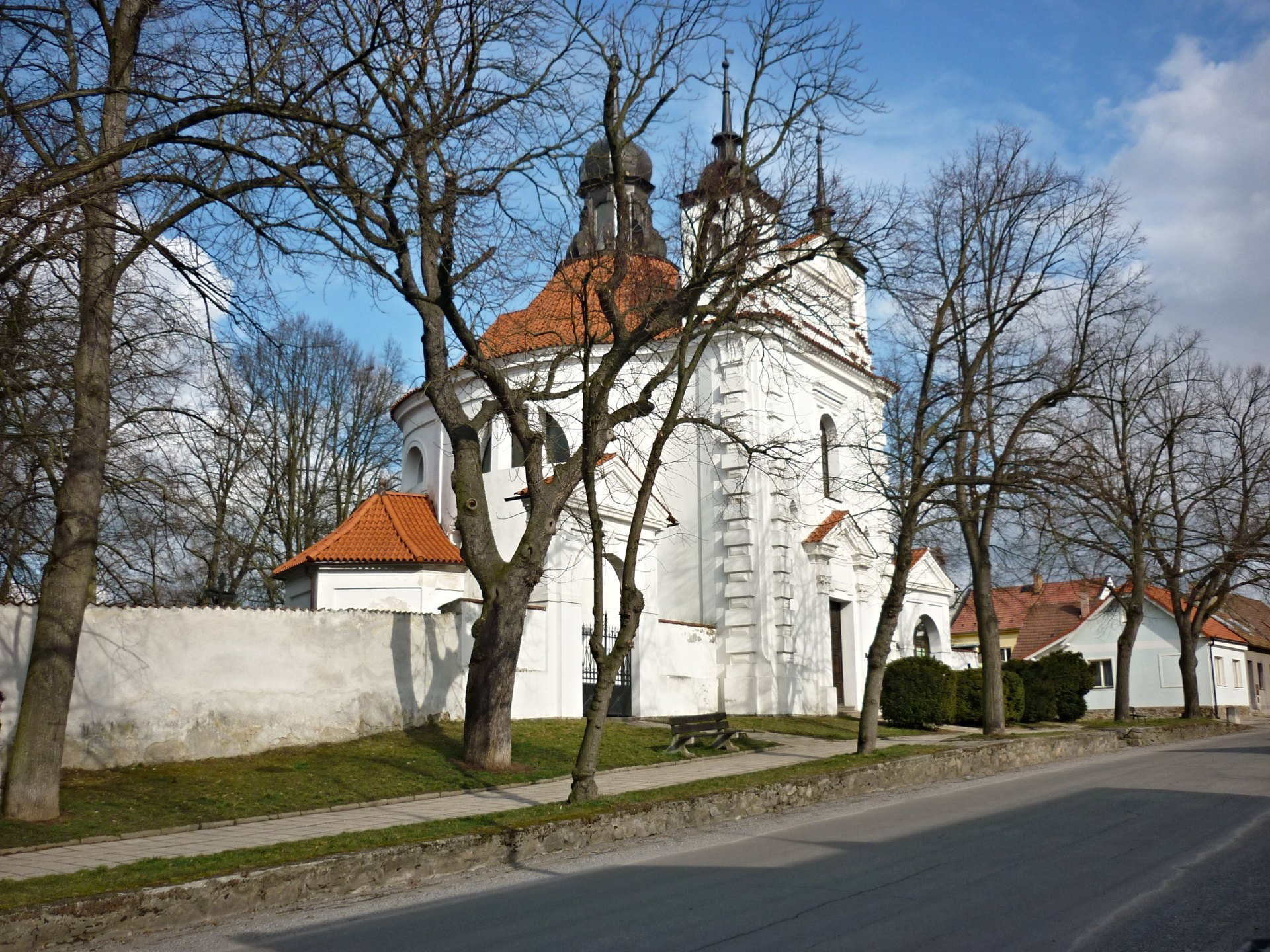
Pohled z Michalské ulice

Kostel sv. Michaela je jednolodní, z bočních stěn loď prosvětlují polokruhová okna. Stavbu korunuje osmihranná lucerna, v níž je vymalována šternberská hvězda, která se nachází také nad vchodem. Průčelí na obou stranách zdobí hranolové věže.
Uvnitř se nacházejí tři oltáře, doplněné sochami světců. Kostelní zvony byly odvezeny za první světové války, nové je nahradily roku 1925.

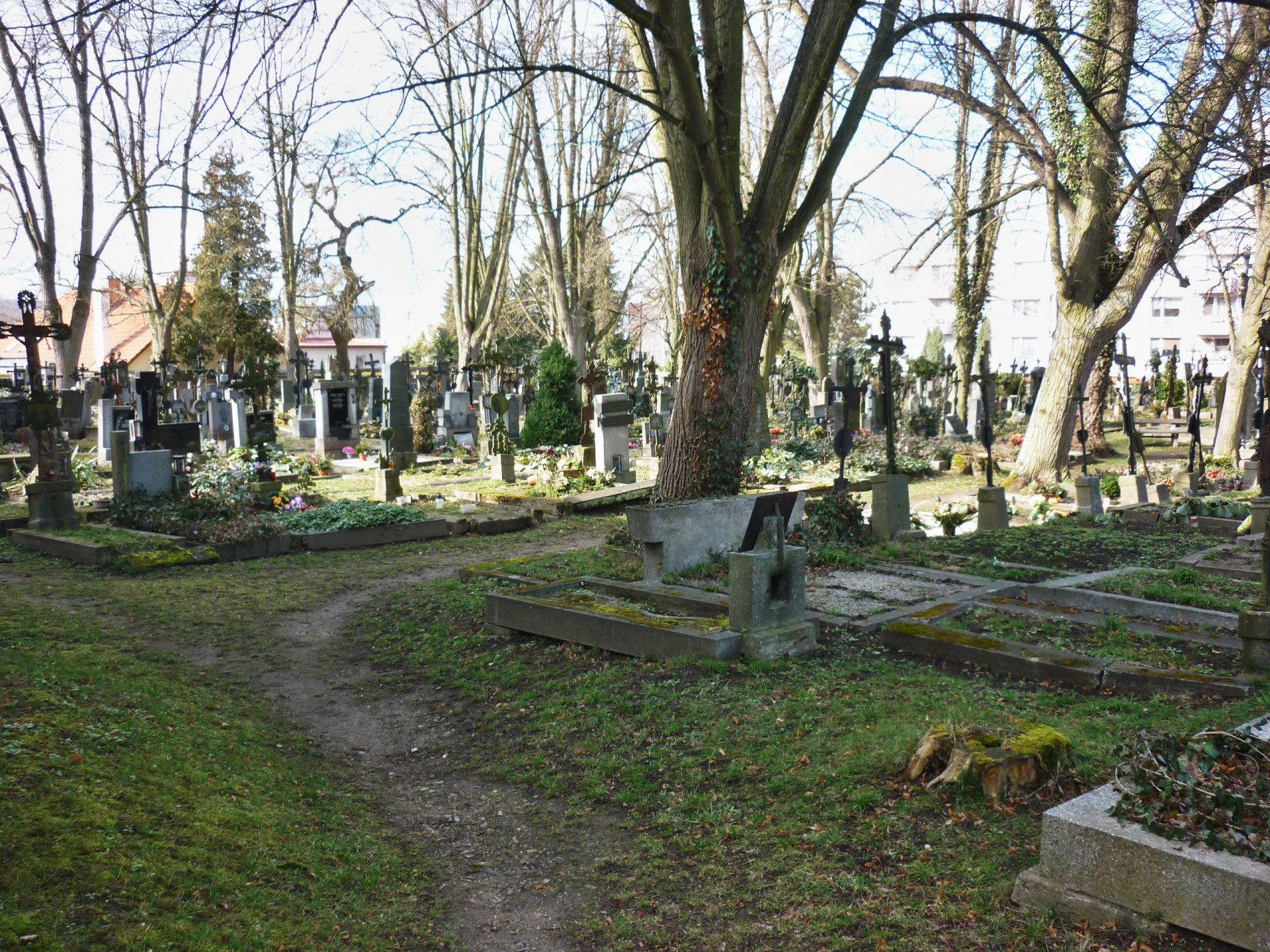
Starý hřbitov obklopující kostel

Ke kostelu přiléhá hřbitov, poslední pohřeb se zde konal roku 1966. Šikmo přes ulici se nachází židovský hřbitov.

## Užívání
V kostele se neslouží bohoslužby, je využíván ke kulturním akcím a svatebním obřadům. V sezóně je přístupný k prohlídkám, otevírací doba je uvedena na kostele.